# کریستین آلوارز (بازیکن فوتبال، زاده ۱۹۹۲)
کریستین آلوارز (انگلیسی: Cristián Álvarez؛ زادهٔ ۲۸ سپتامبر ۱۹۹۲) بازیکن فوتبال اهل آرژانتین است.
از باشگاه‌هایی که در آن بازی کرده‌است می‌توان به باشگاه فوتبال بوکا جونیورز اشاره کرد.